# 犹他谷快速公交
犹他谷快速公交 （ Utah Valley Express） ，也称为UVX ，是美国 犹他州中部犹他县的公交专线（ 快速公交 ，简称“ BRT”）。 该线路由犹他州交通管理局 （UTA）运营，连接犹他谷大学 （UVU）和杨百翰大学 （BYU），并在奥勒姆西南部至普若佛中南部之间运行。 它于2018年8月13日在车站月台完工时开始试运营，并于2019年1月9日正式开放。这是UTA在犹他县和盐湖谷计划的BRT线路中的第二条。  UTA将快速公交称为“橡胶轮胎上的轻轨 ”。  由于美国交通部的联邦拨款  ，在2021年前，公众乘坐犹他谷快速公交无需付费。 

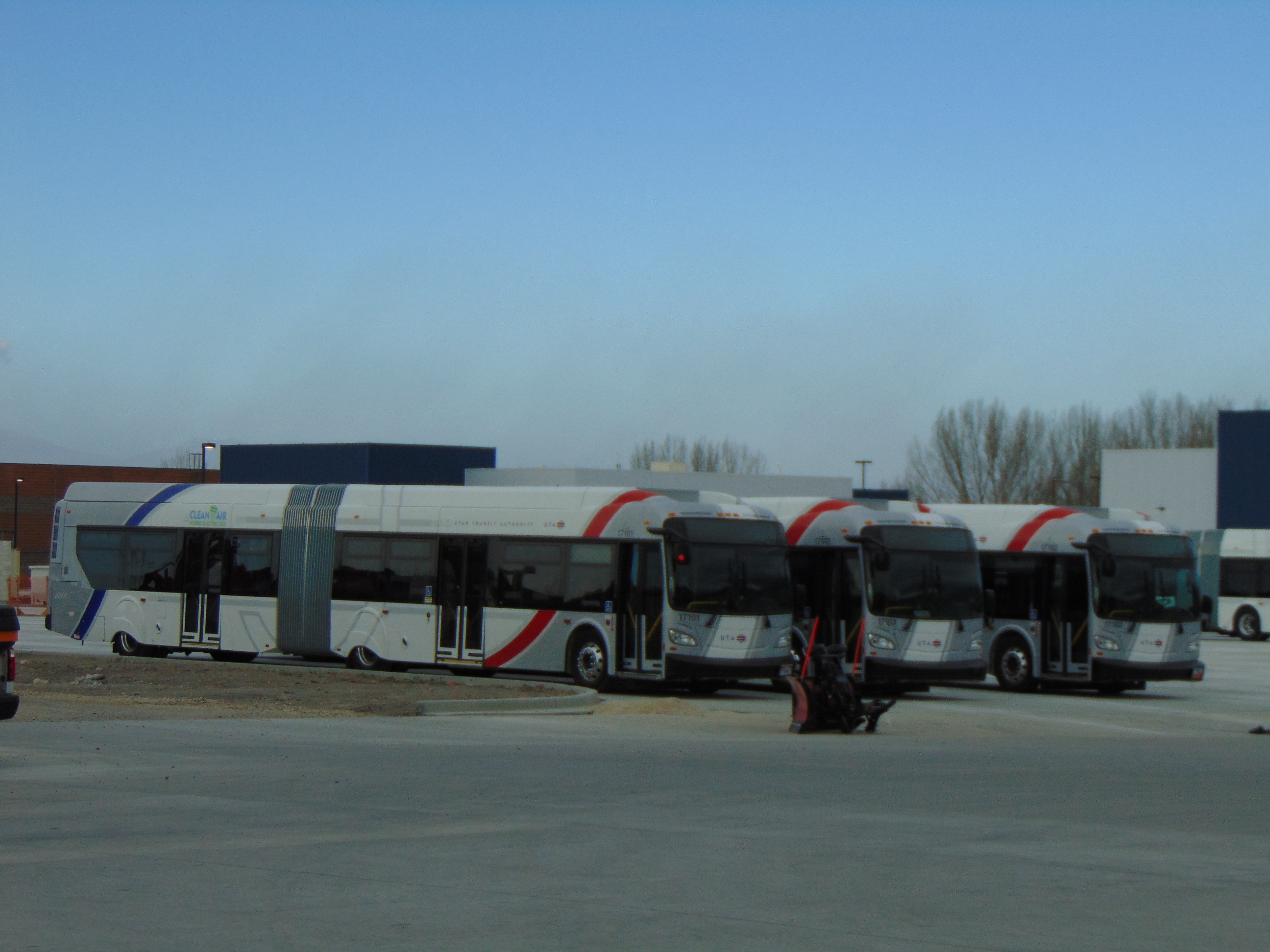
2017年12月在Timpanogos维修基地为犹他谷快速公交（Utah Valley Express） 推出的新New Flyer XDE60公共汽车中的前三辆

## 路线

非官方的普若佛-奥勒姆快速公交路线图。 站点名称/位置可能会更改。

犹他谷快速公交被指定为UTA Route 830X 。 （以下路线是“本地首选路线”（LPR）的描述，在最终确定之前，仍可能有微小变化。 ） 

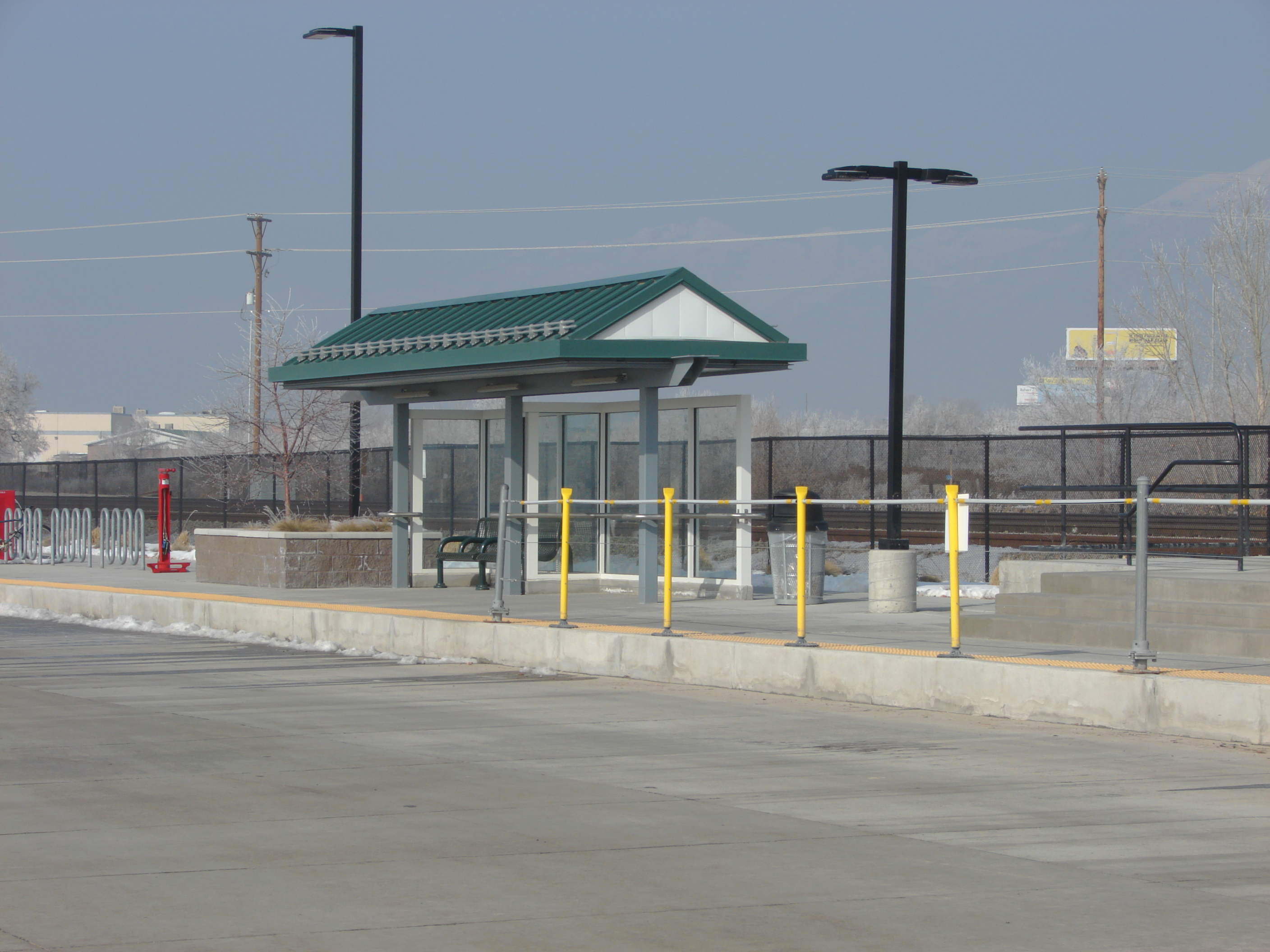
2016年2月，在奥勒姆站的犹他谷快速公交的站台

## 未来站点
作为第二阶段的一部分，将在UVU校园的北侧和东北侧创建三个新站点，并取消在校园南侧（UVU）的站点。 